# Sonotrella proxima
Sonotrella proxima är en insektsart som beskrevs av Andrej Vasiljevitj Gorochov 1990. Sonotrella proxima ingår i släktet Sonotrella och familjen syrsor. Inga underarter finns listade i Catalogue of Life.